# Rezerwat przyrody „Wyspy Niedźwiedzie”
Rezerwat przyrody „Wyspy Niedźwiedzie”  (ros. Государственный природный заповедник «Медвежьи острова») – ścisły rezerwat przyrody (zapowiednik) w Rosji położony w ułusie niżniekołymskim w Jakucji. Jego obszar wynosi 8155,68 km² (w tym wody morskie 4679,58 km²). Rezerwat został utworzony dekretem rządu Federacji Rosyjskiej z dnia 30 czerwca 2020 roku. Siedziba dyrekcji mieści się w miejscowości Czerski.

## Opis
Rezerwat obejmuje archipelag Wyspy Niedźwiedzie wraz z otaczającym go morzem oraz fragment Niziny Kołymskiej przylegającej do Morza Wschodniosyberyjskiego. 

## Flora i fauna
Rezerwat leży w strefie wiecznej zmarzliny i pokrywa go w dużej części pustynia polarna (Wyspy Niedźwiedzie). W jego południowej części (Nizina Kołymska) występuje tundra. Żyje tu około 20 gatunków ssaków lądowych. Rezerwat, a w szczególności  Wyspy Niedźwiedzie, to jedno z najważniejszych miejsc bytowania i rozmnażania się niedźwiedzi polarnych. W rezerwacie żyją też m.in. wilki polarne, lisy polarne, rosomaki tundrowe, renifery tundrowe, piżmowoły arktyczne, żurawie białe, żurawie kanadyjskie, sokoły wędrowne, bieliki, lemingowce leśne, piżmaki amerykańskie, lemingi syberyjskie, ryjówki tundrowe, szczekuszki północne.
W morzu występują m.in. białuchy arktyczne, fokowąsy brodate, nerpy obrączkowane, morsy arktyczne, wały grenlandzkie i orki oceaniczne.